# Lista de presidentes das Ilhas Baleares
O presidente do governo das Ilhas Baleares também tem o título de Presidente da comunidade autônoma. Segundo o Estatuto de Autonomia das Ilhas Baleares é eleito pelo Parlamento das ilhas e nomeado pelo Rei da Espanha. Ademais, nomeia os membros do Governo, e dirige e coordena suas ações. Também ostenta a máxima representação das Ilhas Baleares.
| Nº | Nome                    | Início | Fim        | Partido |
| -- | ----------------------- | ------ | ---------- | ------- |
| 1. | Gabriel Cañellas i Fons | 1983   | 1995       | PP      |
| 2. | Cristòfol Soler Cladera | 1995   | 1996       | PP      |
| 3. | Jaume Matas Palou       | 1996   | 1999       | PP      |
| 4. | Francesc Antich         | 1999   | 2003       | PSOE    |
| 5. | Jaume Matas Palou       | 2003   | 2007       | PP      |
| 6. | Francesc Antich         | 2003   | Atualidade | PSOE    |